# Bausch & Lomb Championships 1992
Il  Bausch & Lomb Championships 1992 è stato un torneo di tennis giocato sulla terra verde. È stata la 13ª edizione del torneo, che fa parte della categoria Tier II nell'ambito del WTA Tour 1992. Si è giocato all'Amelia Island Plantation di Amelia Island negli USA dal 6 al 12 aprile 1992.

## Campionesse

### Singolare
Gabriela Sabatini' ha battuto in finale  Steffi Graf con il punteggio di 6–2, 1–6, 6–3

### Doppio
Arantxa Sánchez Vicario /  Nataša Zvereva hanno battuto in finale  Zina Garrison /  Jana Novotná con il punteggio di 6–1, 6–0